# Volta a Burgos femenina
|  | Aquest article és sobre la competició femenina. Per a la competició masculina, vegeu Volta a Burgos |

La Volta a Burgos femenina és una cursa de ciclisme en ruta femenina per etapes que es disputa anualment a la província de Burgos (Castella i Lleó) i que forma part de l'UCI Women's World Tour.

## Història
L'any 2014 es van crear al Valle de Mena el Trofeu Muniadona amb inici, final i diversos passos a Villasana de Mena; i el Gran Premi Villarcayo amb inici, final i diversos passos a Villarcayo, ambdues puntuables per a la Copa d'Espanya de Ciclisme i amb carreres o classificacions per a diferents categories; encara que en diferents dates.
Aquestes proves van ser predecessores de la Challange Vuelta a Burgos Féminas creada al 2015 -format challenge ja que les ciclistes podien disputar a les etapes que volien o abandonar durant la cursa podent sortir al dia següent (per aparèixer a la classificació general s'havien d'acabar totes)- o simplement Vuelta a Burgos Femenina, ja que van unir les seves dates disputant el mateix final de setmana. Només la primera etapa, el Gran Premi Muniadona, era puntuable per a la Copa d'Espanya de Ciclisme.
La primera edició el 2015, va constar de 2 etapes, les posteriors edicions de 2016 a 2018 van ser de 3 etapes i el 2019 va passar a tenir 4 etapes passant a formar part del calendari internacional femení de la UCI com a competència de categoria 2.1.

## Palmarès
| Any  | Vencedora                          | Segona                   | Tercera                            |         |
| ---- | ---------------------------------- | ------------------------ | ---------------------------------- | ------- |
| 2015 | Belén López Morales                | Gloria Rodríguez Sánchez | Iúlia Ilinikh                      |         |
| 2016 | Margarita Victoria García Cañellas | Anna Kiesenhofer         | Eider Merino Cortázar              |         |
| 2017 | Eider Merino Cortázar              | Femke Verstichelen       | Roos Hoogeboom                     |         |
| 2018 | Beatriu Gómez Franquet             | Henrietta Colborne       | Enara López Gallastegi             |         |
| 2019 | Stine Borgli                       | Soraya Paladin           | Margarita Victoria García Cañellas |         |
| 2020 | suspesa                            | suspesa                  | suspesa                            | suspesa |
| 2021 | Anna van der Breggen               | Annemiek van Vleuten     | Demi Vollering                     |         |
| 2022 | Juliette Labous                    | Évita Muzic              | Demi Vollering                     |         |
| 2023 | Demi Vollering                     | Shirin van Anrooij       | Ashleigh Moolman                   |         |
| 2024 | Demi Vollering                     | Évita Muzic              | Karlijn Swinkels                   |         |
| 2025 |                                    |                          |                                    |         |